# Princeton (Florida)
Princeton ist  ein census-designated place (CDP) im Miami-Dade County im US-Bundesstaat Florida. Das U.S. Census Bureau hat bei der Volkszählung 2020 eine Einwohnerzahl von 39.308 ermittelt. 

## Geographie
Princeton liegt etwa 30 Kilometer südwestlich von Miami. Der CDP wird vom U.S. Highway 1 sowie von den Florida State Roads 821 (Homestead Extension of Florida’s Turnpike, mautpflichtig) und 989 durchquert bzw. tangiert.

## Demographische Daten
Laut der Volkszählung 2010 verteilten sich die damaligen 22.038 Einwohner auf 7.160 Haushalte. Die Bevölkerungsdichte lag bei 1.159,9 Einw./km². 60,5 % der Bevölkerung bezeichneten sich als Weiße, 30,7 % als Afroamerikaner, 0,2 % als Indianer und 1,4 % als Asian Americans. 4,3 % gaben die Angehörigkeit zu einer anderen Ethnie und 2,9 % zu mehreren Ethnien an. 60,9 % der Bevölkerung bestand aus Hispanics oder Latinos.
Im Jahr 2010 lebten in 58,4 % aller Haushalte Kinder unter 18 Jahren sowie 15,3 % aller Haushalte Personen mit mindestens 65 Jahren. 86,2 % der Haushalte waren Familienhaushalte (bestehend aus verheirateten Paaren mit oder ohne Nachkommen bzw. einem Elternteil mit Nachkomme). Die durchschnittliche Größe eines Haushalts lag bei 3,65 Personen und die durchschnittliche Familiengröße bei 3,82 Personen.
36,5 % der Bevölkerung waren jünger als 20 Jahre, 30,5 % waren 20 bis 39 Jahre alt, 24,5 % waren 40 bis 59 Jahre alt und 8,5 % waren mindestens 60 Jahre alt. Das mittlere Alter betrug 30 Jahre. 48,9 % der Bevölkerung waren männlich und 51,1 % weiblich.
Das durchschnittliche Jahreseinkommen lag bei 46.953 $, dabei lebten 24,2 % der Bevölkerung unter der Armutsgrenze.
Im Jahr 2000 war Englisch die Muttersprache von 50,03 % der Bevölkerung, spanisch sprachen 49,25 % und 0,73 % sprachen haitianisch.